# 印度—帕劳关系
印度-帕劳关系是指印度和帕劳之间存在的国际关系。印度驻菲律宾马尼拉大使馆同时负责对帕劳的外交事务。

## 历史
印度和帕劳于1995年4月建立了外交关系。当时，两国通过联合国小岛屿发展中国家论坛进行了定期磋商和对话，帕劳是该论坛的成员。印度还是太平洋岛国论坛的成员，印度是该论坛的官方对话伙伴。2014年，莫迪政府启动了印度-太平洋岛国合作论坛，推动了双边关系。包括卫生部长格雷戈里奥·恩格芒和其他高级官员在内的帕劳代表团出席了莫迪总理于2014年11月19日在斐济苏瓦主办的第一届印度-太平洋岛国合作论坛峰会。
印度驻帕劳（常驻马尼拉）大使拉吉特·密特代表印度出席了2009年5月的帕劳独立日庆祝活动。帕劳投票支持印度成为2011-12年度联合国安理会非常任理事国的候选国。
2015年8月21日，帕劳总统小汤米·雷门格绍率帕劳代表团出席在斋浦尔举行的印度-太平洋岛国合作论坛第二次峰会。雷门格绍还在峰会期间与莫迪总理进行了双边讨论。他寻求与印度达成医疗交流协议，这将帮助帕劳政府减少医疗费用，该协议计划将病人送往印度而不是其他国家治疗。
2017年1月19日，印度科学技术部和地球科学部部长代表印度出席了雷门格绍的宣誓仪式，开始了他作为总统的第四次任期。仪式结束后，总统雷门格绍通知部长，帕劳将支持印度成为联合国安理会常任理事国的候选国。

## 贸易
印度和帕劳之间的双边贸易很少，因为帕劳人口少，与主要中转站的空中连接很差。帕劳只有与马尼拉和关岛有直接的空中联系。2007-08年，双边贸易额为17万美元，2014-15年增至80万美元。2015 - 2016年，由于帕劳向印度出口船只和浮式建筑，贸易额显著上升至372万美元。2015-16年，印度向帕劳出口了价值20万美元的商品，进口了370万美元的商品。印度从帕劳的进口从上一财政年度的10万美元上升。印度出口到帕劳的主要商品是药品。2014年至2015年，印度从帕劳进口的只有电机和设备，2015年至2016年，印度开始从帕劳进口的船只和浮式建筑。
在第二次印度-太平洋岛国合作论坛峰会上，莫迪总理宣布印度-太平洋岛国合作论坛贸易办公室将在新德里的印度-太平洋岛国合作论坛总部设立。贸易办公室，命名为印度-太平洋岛国合作论坛商业加速器，于2015年9月7日正式开业。印度工业联合会也在其位于新德里的总部设立了专门部门，专注于促进与太平洋岛国的贸易。

### 航运
帕劳国际船舶登记局在印度设有办事处，许多悬挂帕劳旗帜的船只来自印度。2017年2月28日，马德拉斯高等法院下令扣押悬挂帕劳旗的TB Parasea One船。该船的船东，总部位于迪拜的Paradigm Seastar Ltd，未能支付78 万卢比 (121,100美元)比作为未能代表总部位于芒格洛尔的Roy Lexm完成装运的费用，该公司曾包租该船将建筑材料从新加坡运往马莱。

## 文化关系
帕劳在2014年4月16日发行了限量版的收藏者硬币，上面描绘的是印度教神明蒂魯馬拉范卡德瓦拉。这是第一枚由印度以外的国家发行的印着印度教神像的硬币。银币上镶有六颗施华洛世奇水晶和一颗钻石。帕劳发行了1 111枚1盎司硬币和511枚3盎司硬币，面值分别为5美元和20美元。每枚硬币都装在特殊设计的盒子里，盒子里装着LED灯，形状像一个小寺庙。
截至2016年2月，约有20名印度公民居住在帕劳。泰姬帕劳是岛上唯一一家印度餐厅。

## 外国援助
2008年，印度提供了150 000美元赠款，用于为帕劳国立医院采购厨房设备，并提供了100 000美元，用于采购一艘船和两辆皮卡。2010年6月又提供了10万美元用于购买电脑，2011年8月提供了10万美元用于帕劳政府办事处和外交使团的信息技术和电脑升级。2014年6月，印度提供16.8万美元赠款，协助帕劳主办第45届太平洋岛国论坛。2014年3月，印度为超级台风海燕造成的灾难提供了5万美元的救灾资金。
保险业监督在2006年的论坛后对话伙伴会议上宣布，将每年向包括帕劳在内的14个太平洋岛国提供10万美元的赠款援助。从2009年起，这一数额增加到每年12.5万美元。在2014年11月19日举行的第一次印度-太平洋岛国合作论坛峰会上，莫迪总理宣布了印度将采取的许多措施来改善与太平洋岛国，包括帕劳的关系，例如放宽签证政策，将对太平洋岛国的援助增加到每年20万美元，以及促进双边贸易和对太平洋岛国发展的援助。
印度捐赠了1万美元，帮助帕劳田径协会建立一个新的办公室。2017年2月15日，协会正式成立新办公室。
帕劳公民有资格根据印度技术和经济合作方案获得奖学金。帕劳外交官参加了2015年5月外交学院在帕劳举办的太平洋岛国外交官特别培训课程。